# Anguilla
Anguilla je zámořské území Spojeného království s autonomní správou.

## Historie
Ostrov byl osídlen evropskými osadníky od 17. století a od roku 1650 byl spravován v rámci ostatních Závětrných ostrovů Britskou korunou. Do sféry britského vlivu patří dodnes. Na počátku 19. století se stala součástí britské kolonie Svatý Kryštof a Nevis, i přes odpor části obyvatelstva. V roce 1871 byla Anguilla začleněna do spojené britské kolonie Závětrné ostrovy.
Když v březnu 1967 vznikla federace Svatý Kryštof-Nevis-Anguilla, Anguilla federaci opustila, neboť se obávala o své postavení v rámci této federace. Díky tomuto odmítnutí vyhlásila 17. 6. 1967 nezávislost. Na základě bridgetownské dohody z 31. 7. 1967 se do ní však vrátila, ale o 5 dní později ji zase opustila. Dle výsledků voleb z 7. 2. 1969 se Anguillané rozhodli pro vyhlášení republiky. To však vyvolalo negativní reakci Spojeného království, která na ostrov v březnu 1969 intervenovala a její vojáci zde zůstali až do září téhož roku. Od 28. 7. 1971 byla Anguilla přímo podřízena Britské koruně. Status samosprávného britského území jí byl přiznán 10. 2. 1976 (definitivně potvrzen 16. 12. 1980).
V dubnu 1982 byla přijata první ústava (Anguilla Constitution Order).

## Symboly
Anguilla, závislé území Spojeného království, užívá vedle britských symbolů i své vlastní.

### Vlajka
Anguillská vlajka je tvořena britskou modrou služební vlajkou (Blue Ensign) o poměru stran 1:2, s místním vlajkovým emblémem (anglicky badge), který je umístěný ve vlající části.

### Znak
Anguillský znak je tvořen žlutě lemovaným štítem, ve kterém jsou uprostřed bílého pole vyobrazení tři oranžoví delfíni stočení do kruhu. Pod nimi je světlemodrá část.

## Geografie

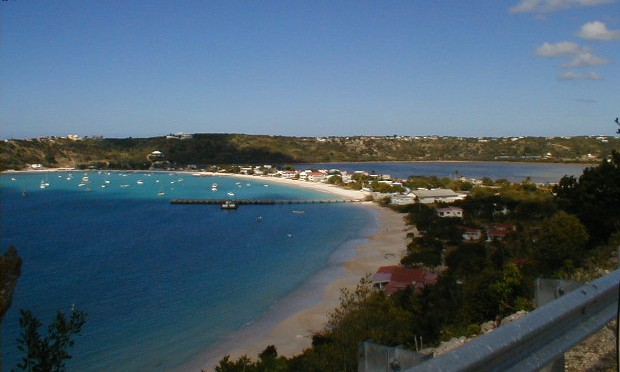
Panoramatický pohled na Sandy Ground

Anguilla je korálový a vápencový ostrov v souostroví Malých Antil, který má rozlohu 91 km². Situován je přibližně 250 kilometrů východně od Portorika. Pojmenování ostrova pochází od legendárního mořeplavce Kryštofa Kolumba v roce 1493, který jej nazval pravděpodobně pro jeho dlouhý a útlý tvar podle španělského slova úhoř. Na ostrově je přibližně 8 960 obyvatel. Populace je převážně afroamerického původu.

## Hospodářství
Hlavní složku hospodářství tvoří rybolov (úlovky se exportují na sousední ostrovy) a příjem z turistického ruchu, který se stává pro ostrov hlavní ekonomickou složkou. Čisté pláže dávají předpoklad k dalšímu rozvoji turistického ruchu. Zemědělství na ostrově je sporadické díky velmi mělké půdě a nepatrným srážkám, které se na ostrově vyskytují. Díky suchému klimatu se dá získávat odpařováním z mořské vody sůl. Velké množství peněz na ostrově ale pochází od 20 000 žijících Anguillanů v Británii a USA, kteří zasílají peníze svým rodinám.